# Curt Wessig
Curt Wessig (* 11. Juni 1896 in Weißenfels; † 10. Juni 1980 in Kreuth) war ein deutscher Strafverteidiger.

## Vor der Zeit des Nationalsozialismus
Curt Wessig war der Sohn eines Offiziers der preußischen Armee. Da die Wohnorte des Vaters oft wechselten, besuchte Wessig ab 1902 Gymnasien in Düsseldorf und Colmar und abschließend ein Gymnasium in Altona. Direkt nach Ausbruch des Ersten Weltkriegs endete die Schulzeit ohne Abschluss. 
Am 3. August 1914 meldete sich Wessig als Fahnenjunker bei einer Garnison in Altona. Er kämpfte in Frankreich und erhielt am 24. Januar 1914 eine Beförderung zum Leutnant. Im Sommer 1915 besuchte er während eines kurzzeitigen Heimaturlaubs seine ehemalige Schule. Hier legte er Prüfungen ab und erhielt ohne Besuch der Oberprima am 25. August desselben Jahres das Abitur. Anschließend diente er als Soldat an der Westfront und in Ungarn. Er erreichte die Ränge des Kompanieführers, Bataillons- und Regimentsadjutant. Drei Verletzungen 1918 überstand er ohne bleibende körperliche Beeinträchtigungen. Während eines weiteren Heimaturlaubs studierte er erstmals Jura.
Nach Kriegsende beteiligte sich Wessig in Freikorpsverbänden. 1919 kämpfte er für das Freikorps Bahrenfeld bei den Sülzeunruhen und 1921 bei Kämpfen um St. Annaberg. Begleitend hierzu studierte er Jura. Nach dem ersten juristischen Examen und der Doktorarbeit 1922 legte er 1923 die zweite Staatsprüfung ab. Seit 1924 durfte er als Anwalt arbeiten. 1930 stand er selbst als Angeklagter vor Gericht: zuvor war er in einem Zivilverfahren davon überzeugt gewesen, dass sein Mandant unrecht habe und daraufhin zur Gegenseite gewechselt, um dadurch möglicherweise von ihm verursachten Schaden wieder gut zu machen. Aufgrund dieser Prävarikation erhielt er eine dreimonatige Haftstrafe. Da ihm der Richter ehrhafte Motive zugutehielt, handelt es sich dabei um die Mindeststrafe, die Wessig nicht antreten musste.

## Zeit des Nationalsozialismus
1930 verließ Wessig die evangelische Kirche und versuchte, in die NSDAP einzutreten. Die Nationalsozialisten verweigerten ihm aufgrund des vorangegangenen Strafverfahrens jedoch die Aufnahme. Er selbst sah sich als „alten nationaler Kämpfer“ und schrieb 1933, dass es seine Pflicht sei, „in den politischen Kampf einzugreifen“. Daher trat er im Winter 1931/32 in die Kampfgemeinschaft Revolutionärer Nationalsozialisten ein. Wessig sprach hin und wieder bei Veranstaltungen und äußerte sich beispielsweise am 10. Mai 1932 im Curiohaus kritisch über außenpolitische Ansichten der NSDAP. Vor den Reichstagswahlen 1932 kämpfte er für Ernst Thälmann.
Nach der Machtergreifung musste Wessig ab dem 16. April 1933 vier Tage in „Schutzhaft“ verbringen. Die Nationalsozialisten begründeten die Strafe mit von Wessig geäußerten Vermutungen, dass Funktionäre der NSDAP aus einigen Hamburger Stadtteilen Kommunisten seien. Justizsenator Curt Rothenberger entzog ihm jedoch nicht die Anwaltszulassung. Wessig sei der einzige „Rechtwahrer“ aus Hamburg gewesen, der für Deutschland in der Schlacht am Annaberg gegen polnische Gebietsansprüche gekämpft habe, so Rothenberger. 1934 trat Wessig in den Nationalsozialistischen Rechtswahrerbund ein, höchstwahrscheinlich, um weiterhin als Anwalt arbeiten zu können.
1934 nahm die Staatspolizei Wessig erneut fest und hielt ihn ca. zwei Wochen in Schutzhaft im KZ Fuhlsbüttel. Da er illegal für die KPD gearbeitet haben solle, sprach das Hanseatische Oberlandesgericht nach einem Strafverfahren eine Haftstrafe wegen „Vorbereitung zum Hochverrat“ aus. Obwohl er als vorbestraft galt, musste Wessig ab November 1939 Kriegsdienst als Offizier der Reserve leisten. Er diente zunächst bei einem Ersatztruppenteil in Wien und 1941 bei der Heeres-Kontrollkommission II in Frankreich. 1943 wechselte er in den Stab des Generals des Oberbefehlshabers West in Vichy. Gegen Ende des Krieges erreichte er im Rang eines Majors beim Rückzug der Wehrmacht erneut Wien und setzte sich dort im März 1945 von der Truppe ab. Im nahegelegenen Baden fand er seine Familie wieder.

## Nach dem Zweiten Weltkrieg
Nach Kriegsende hoffte Wessig, die kommunistische Bewegung neu beleben zu können. Daher schrieb er die Broschüren „Was man vom Kommunismus wissen soll“ und „Hitlers Kriegspolitik“. Im September 1945 leitete er einen von der KPÖ organisierten Kindertransport von der österreichischen Hauptstadt nach Hamburg. Hier stufte ihn die britische Militärregierung im Rahmen eines Entnazifizierungsverfahrens als „nicht betroffen“ ein. Wessig erhielt danach den Vorsitz des Entnazifizierungsausschusses für juristische Berufe. Von 1947 bis 1951 war er in einer Bürogemeinschaft mit Rudolf Georg Müller.
Danach arbeitete Wessig als Strafverteidiger. Im Rahmen des Neuengamme-Hauptprozesses vertrat er Max Pauly, sein Kompagnon Müller im Prozess Karl Totzauer. 1951 verteidigte Wessig mehrere Angehörige der Freien Deutschen Jugend, die unerlaubterweise Helgoland betreten hatten. Mit ihrem Protest wollten sie erreichen, dass die seinerzeit als militärisches Sperrgebiet eingestufte Insel wieder in deutsche Verantwortung kam. Von 1951 bis 1956 verteidigte er die KPD während des KPD-Verbotsverfahrens.